# China Datang Corporation
China Datang Corporation (CDT) (en mandarin simplifié : 中国大唐集团公司) est une entreprise chinoise de production d'électricité, la troisième mondiale en termes de capacité de production d’électricité (100GW en 2010).

## Histoire
Elle est issue en 2002 de la scission de la compagnie nationale électrique, avec 4 autres entreprises China Guodian Corporation, China Huadian Corporation, China Power Investment Corporation et China Huaneng Group.